# Alloeumyarion
Alloeumyarion – wymarły rodzaj ssaka, gryzonia z rodziny chomikowatych. Zamieszkiwał on tereny obecnych Chin we wczesnej epoce mioceńskiej. Jego szczątki znaleziono w skałach formacji Xiacaowan, razem z kilkoma innymi gatunkami gryzoni.
Został on po raz pierwszy opisany przez Qiu Zhu-Ding w 2010. Jako gatunek typowy podano wtedy Alloeumyarion sihongensis.